# Feelharmony
Feelharmony – płyta zespołu Kroke, wydana 9 października 2012 roku przez EMI Music Poland. 
Album powstał w z okazji 20-lecia istnienia grupy, a w nagraniach uczestniczyła również orkiestra Sinfonietta Cracovia, a także Anna Maria Jopek oraz Sławomir Berny. Na płycie znalazło się 12 znanych wcześniej utworów, specjalnie zaaranżowanych przez Krzysztofa Herdzina, który również był producentem albumu.
Nagrania uzyskały certyfikat złotej płyty.

## Lista utworów
1. „Light in the Darkness”
2. „Time”
3. „Eddie”
4. „Cave”
5. „Mountains”
6. „Ajde Jano”
7. „River of Shadows” (intro)
8. „River of Shadows”
9. „Love (Lullaby for Kamila)”
10. „Usual Happiness”
11. „Dream”
12. „The Night in the Garden of Eden”